# Salvador Millet i Pagès
Salvador Millet i Pagès (el Masnou, Maresme, 15 de febrer de 1852 — el Masnou, Maresme, 1915) fou un mariner català.
Era germà del músic Lluís Millet i Pagès i de Joan Millet i Pagès, ambdós molt lligats a l'Orfeó Català. Va realitzar els seus estudis a l'Escola de Nàutica de Barcelona i va seguir la carrera de pilot de vaixells. Va realitzar freqüents viatges a Amèrica. Posteriorment, va dedicar set anys al servei de la Companyia Transatlàntica, cobrint la ruta de les Filipines.

## Obres publicades
Publicà Problemas sobre la nueva navegación astronómica (1883) i Manual práctico del desvío de la aguja magnética (1892).